# 片十字絞

片十字絞の基本形のイラスト

片十字絞（かたじゅうじじめ）は、柔道の絞技12本の1つである。講道館や国際柔道連盟 (IJF) での正式名。IJF略号KJJ。別名片手十字絞（かたてじゅうじじめ）。

## 概要
十字絞の一種。順手と逆手で相手の両襟を掴んで腕を十字にして相手の頸部を絞める技。十字絞の中で最も、技を連絡しやすい。順手を上にする場合もあれば、下にする場合もある。
基本形は縦四方固から行う。柔道の試合では抑え込み一本があるのであまり使われないがブラジリアン柔術の試合ではよく使われる。

## 変化
相手の右側からの崩袈裟固から右手を四指を中に相手の後ろ襟を取り左手で相手の右首から親指を中に後襟を取り、左脚を相手の左側頭部に掛けて絞める片十字絞もある。片手絞の片手片足絞めに似ている。

### ペイパーカッターチョーク
相手の右側からの横四方固の体勢から右手を逆手に相手の後ろ襟を掴み、左手で相手の左横襟を順手でつかんで絞める片十字絞。中井裕樹は格闘技イベント「骨法・序章 他流試合B 1」においての阿部和也とのエキジビジョン・マッチで終盤1分間ほど試合終了まで阿部をこの技で苦しめた。彼は自著でこの技をペイパーカッターチョークと呼んでいる。右から抑えられた袈裟固の下から右手で相手の後ろ襟をつかみ左手で相手の左襟をつかんで押して上になってそのまま絞める形もある。別名前腕チョーク（ぜんわんチョーク）、ワンハンドチョーク、片手絞（かたてじめ）。講道館やIJFの分類の片手絞とは異なる技である。

### 後十字絞
後十字絞（うしろじゅうじじめ）は背後から絞める片十字絞。旧称袖車（そでぐるま）、袖車絞（そでぐるまじめ）。だが、後十字絞は講道館やIJFの分類の袖車絞とは異なる技である。また、並十字絞にも後十字絞がある。

### バット絞
バット絞（バットじめ）は右手で相手の左襟を左手で相手の右襟を持つ片十字絞。東北大学柔道部に大正14年生れの本多穀児によって伝えられた絞技。野球のバットのグリップを握る様な両手の形で相手の頸部を絞める技。両手で相手の襟を持つ。左手で相手の襟の右側、右手で相手の襟の左側を両腕を交差させずに持つ。片方は順手、もう一方は逆手で持つ。相手に側面や背を向けたり崩上四方固になるなどで両腕を交差させ、片十字絞で絞める。
書籍『寝業の傅統』（三恵社）にはガードポジションからや横四方固で抑え込まれそうになった時の下からのバット絞も掲載されている。映像作品『講道館柔道 固技 分類と名称』（講道館出版、NHKサービスセンター）や1959年の書籍『柔道十講』では立ち姿勢から横分の様に身を捨ててのバット絞が取り上げられている。
柔道家の大滝忠夫は、十字絞ともいえるが技の性質から言えば両手絞というのが適切だろう旨、と述べている。
柔道、ブラジリアン柔術など着衣格闘技で用いられる。別名作新絞（さくしんじめ）。海外柔道界やブラジリアン柔術界での別名ベースボールバットチョーク、ベースボールチョーク、野球絞め（やきゅうじめ）。ブラジリアン柔術ではベースボールチョークとして片十字絞以外のバリエーションにも発展している。

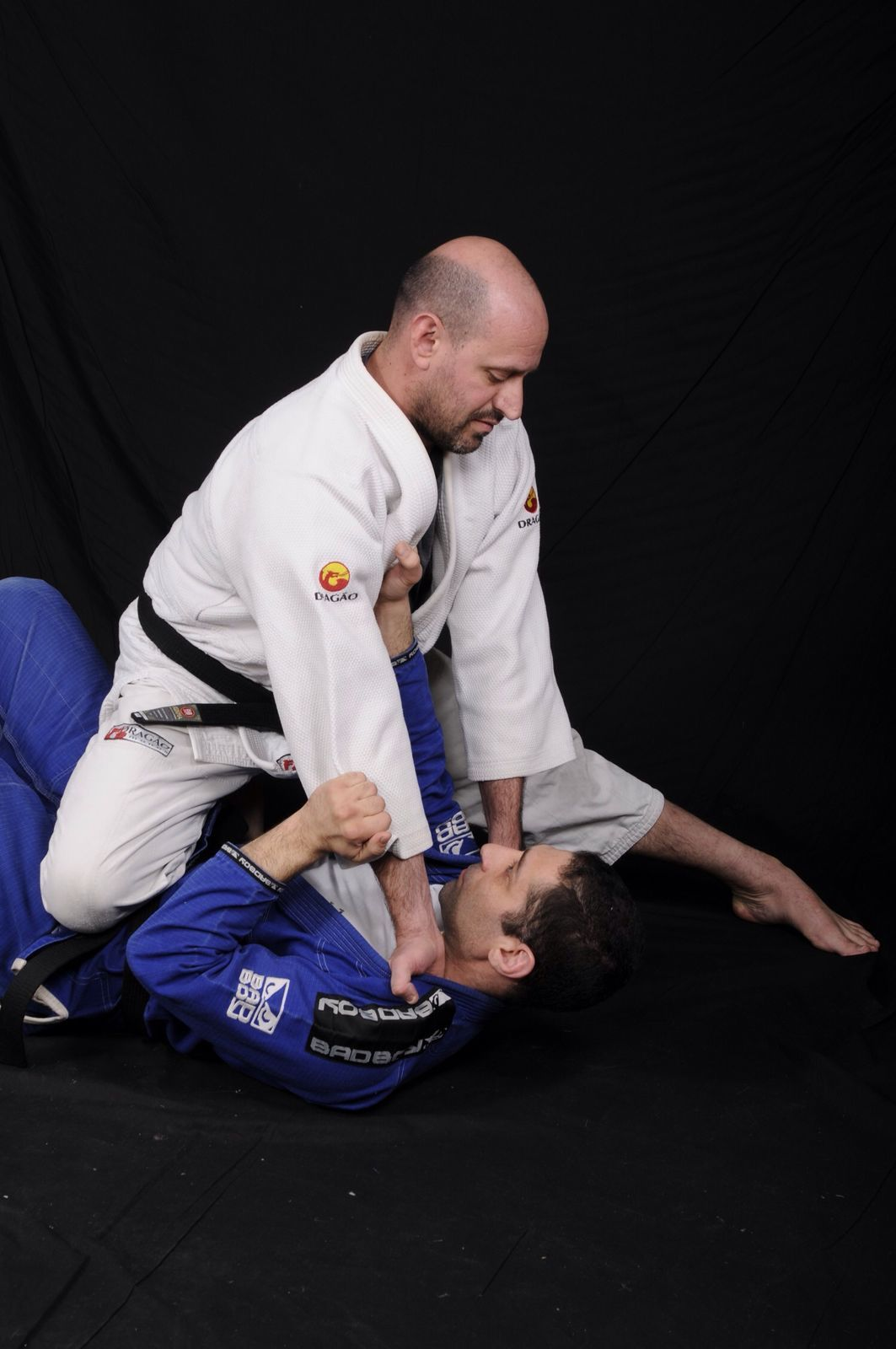
ニーオンザベリーからバット絞の一種裏十字絞に入らんとするブラジリアン柔術黒帯

#### 裏十字絞
裏十字絞（うらじゅうじじめ）は崩上四方固で極めるバット絞。相手の右からのニーオンザベリーや横四方固など。バットのグリップを握る形で相手の頸部付近で右手を逆手で相手の左前襟を持ち、左手を順手で奥襟を持ち、相手の頭側に回り込んで、両腕をクロスさせ相手の頸部を絞める。映画『柔道の真髄 三船十段』ではニーオンザベリーから崩上四方固に移行しての裏十字絞が紹介されている。書籍『寝業の傅統』には横四方固から崩上四方固に移行しての裏十字絞が掲載されている。書籍『柔道大事典』では崩上四方固から極めるものに限定してるが、「裏十字絞」という名称にはそのような意味合いはなく、バット絞の構成要件である、他の十字絞と左右逆で右手で相手の左襟を左手で相手の右襟を持つ十字絞、のほうが適合している。

### 腕絞
腕絞（うでじめ）は左手で四本指中で受の左前襟を取り、右手で親指中で受の右横襟を取り、右肘を曲げて下げて右小指側を相手の喉に押し付け左手を引いて絞める片十字絞。別名押絞（おしじめ）。

### 巴絞
巴絞（ともえじめ）は左手で四本指中で受の左前襟を取り、右手で親指中で受の左横襟を取り、右手をスライドさせ受の頭をくぐらさせ受の右前襟を持ち、右前腕部を受の喉などに当て左手で受の襟を受の足側に引っ張って腕絞に移行して絞める片十字絞。

### 片閂からの片十字絞
ガードポジションから相手の左腕を右腕で抱え腋固の片閂にとらえ、右手で相手の右襟を逆手で掴み、左手で相手の右襟を順手で掴む片十字絞。